# Милица Спасојевић
Милица Спасојевић (Београд, 19. март 1998) српска је глумица.

## Биографија
Милица Спасојевић потиче из породице која се бави филмом, па је тако глумом почела да се бави у најранијем детињству. Врло млада, појављивала се у појединим рекламама и краткометражним филмовима. Са седам година први пут се самостално појавила на филму у остварењу Принц од папира, а за главну улогу девојчице Јулије касније је и награђена за најбољу дечју женску улогу на фестивалу дечјег и породичног филма у Новосибирску. Касније се појавила и у драмама Одбачен (2007), односно Хитна помоћ (2009), а играла у играним филмовима Аги и Ема (2007) и Машиница (2012).
Прву улогу по пунолетству добила је у филму Марка Костића Козје уши из 2017. године у ком игра унуку Софију.
Поред глумачког занимања, Милица је завршила и нижу музичку школу — одсек за виолину. Пева и свира гитару, а рекреативно се бави јахањем.

## Филмографија
| Год.   | Назив           | Улога  |
| ------ | --------------- | ------ |
| 2000-е |                 |        |
| 2005.  | Принц од папира | Јулија |
| 2007.  | Аги и Ема       |        |
| 2007.  | Одбачен         | Ћерка  |
| 2009.  | Хитна помоћ     |        |
| 2010-е |                 |        |
| 2012.  | Машиница        |        |
| 2017.  | Козје уши       | Софија |

## Награде
- Награда за најбољу младу глумицу на интернационалном филмском фестивалу „У кругу породице”, у Новосибирску 2008, за улогу Јулије у филму Принц од папира[6]
- Награда за најбоље дете-глумца на интернационалном филмском фестивалу у Јеревану 2008.[6]
- Награда за најбољу глумицу на интернационалном филмском фестивалу Рошд у Техерану 2008.[6]
- Специјална диплома жирија на Интернационалном филмском фестивалу за децу и младе ФИЦИ у Мадриду 2008.[6]
- Награда за најбољу глумицу на Фестивалу КИНОдисеа у Букурешту 2009.[6]